# 聖費利佩 (智利)

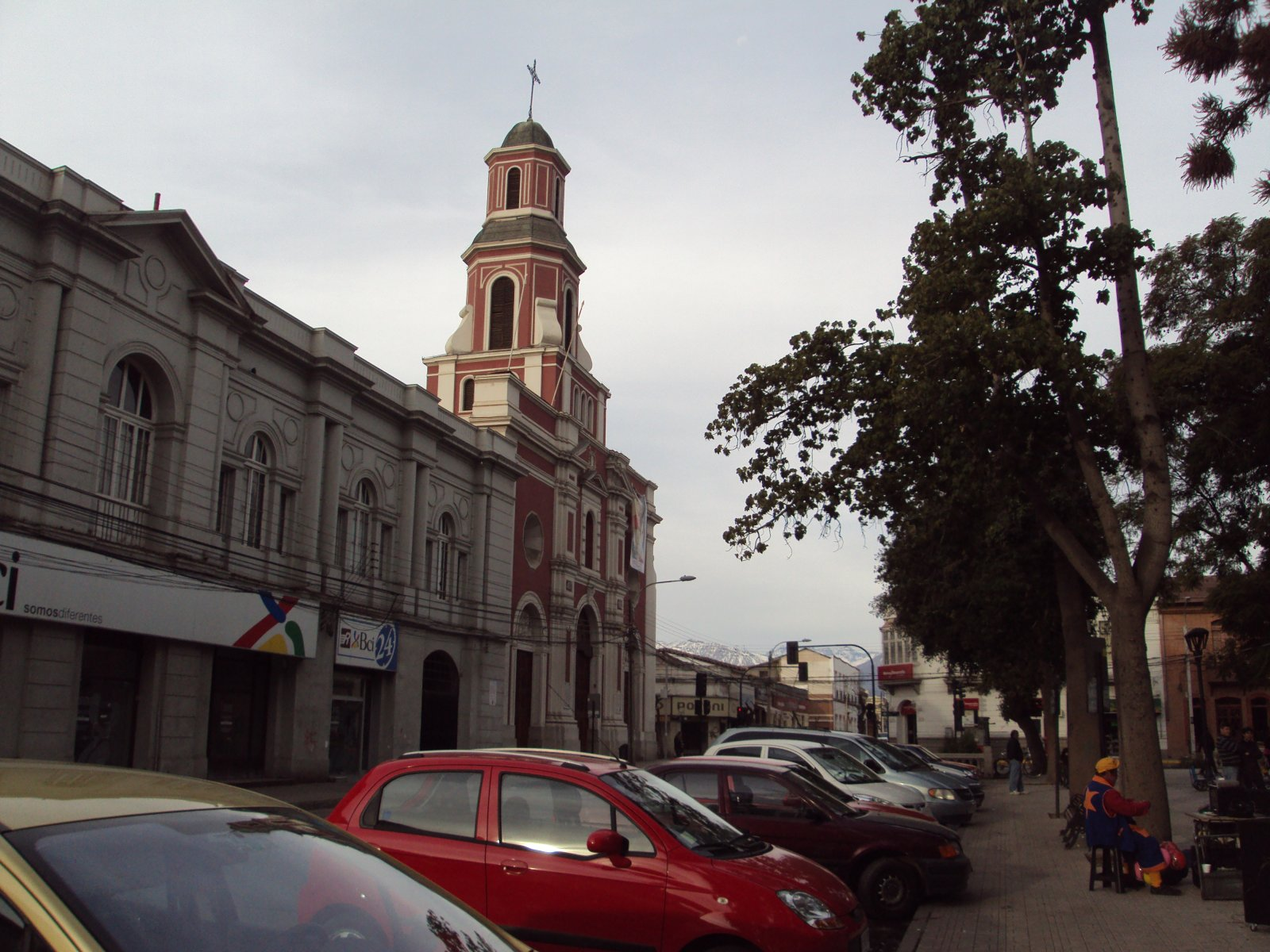

聖費利佩是智利的城鎮，位於該國中部，由瓦爾帕萊索大區負責管轄，也是聖費利佩德阿空加瓜省的首府，始建於1740年8月3日，面積185平方公里，海拔高度654米，2002年人口64,126，人口密度每平方公里346.6人。

## 外部連結
- Municipality of San Felipe （页面存档备份，存于）